# Grand Prix international de Dottignies 2017
La 16e édition du Grand Prix international de Dottignies a eu lieu le 3 avril 2017. La course fait partie du calendrier international féminin UCI 2017 en catégorie 1.2 et de la Lotto Cycling Cup pour Dames 2017. Elle est remportée par la Belge Jolien D'Hoore.

## Parcours
Le parcours réalise huit tours d'un circuit long de 14,4 km et parfaitement plat.

## Équipes
| Équipes féminines professionnelles (21)- Alé Cipollini Galassia - Aromitalia Vaiano - Astana Women's Team - BePink Cogeas - Bizkaia-Durango - BTC City Ljubljana - Cylance Pro Cycling - Drops - FDJ-Nouvelle Aquitaine-Futuroscope - Lares-Waowdeals Women Cycling Team - Lensworld-Kuota - Lointek - Lotto Soudal - Parkhotel Valkenburg-Destil Cycling Team - SC Michela Fanini - Servetto Giusta - Sport Vlaanderen-Etixx - Top Girls Fassa Bortolo - Valcar PBM - Wiggle High5 - WM3 Pro Cycling Équipe féminines amateur (10)- Autoglas Wetteren - Equano - Ford Ecoboost - Jos Feron - Keukens Redant - Maaslandster Veris CCN - Swaboladies,nl - Textielstad de Jonge Renner - Wielerclub de sprinters Malderen - Wsc Hoop op Zegen-Beveren |
| |

## Récit de la course
Jolien D'Hoore remporte la course au sprint.

## Classements

### Classement final
| \| Classement général \| Classement général \| Classement général \| Classement général \| Classement général \| \| Coureuse \| Coureuse \| Pays \| Équipe \| Temps \| \| ------------------ \| ------------------ \| ------------------ \| -------------------------------- \| ------------------ \| \| 1re \| Jolien D'Hoore \| Belgique \| Wiggle High5 \| 2 h 51 min 35 s \| \| 2e \| Chloe Hosking \| Australie \| Alé Cipollini \| + 0 s \| \| 3e \| Jelena Erić \| Serbie \| BTC City Ljubljana \| + 0 s \| \| 4e \| Ilaria Sanguineti \| Italie \| BePink Cogeas \| + 0 s \| \| 5e \| Kelly Druyts \| Belgique \| Sport Vlaanderen-Etixx \| + 0 s \| \| 6e \| Aurore Verhoeven \| France \| Wielerclub de sprinters Malderen \| + 0 s \| \| 7e \| Sheyla Gutiérrez \| Espagne \| Cylance \| + 0 s \| \| 8e \| Anna Trevisi \| Italie \| Alé Cipollini \| + 0 s \| \| 9e \| Claudia Cretti \| Italie \| Valcar PBM \| + 0 s \| \| 10e \| Michela Pavin \| Italie \| Top Girls Fassa Bortolo \| + 0 s \| |                   |           |                                  |                 |
| |                   |           |                                  |                 |
| Source : Cycling Quotient |                   |           |                                  |                 |
| Classement général |                   |           |                                  |                 |
| Coureuse | Coureuse          | Pays      | Équipe                           | Temps           |
| 1re | Jolien D'Hoore    | Belgique  | Wiggle High5                     | 2 h 51 min 35 s |
| 2e | Chloe Hosking     | Australie | Alé Cipollini                    | + 0 s           |
| 3e | Jelena Erić       | Serbie    | BTC City Ljubljana               | + 0 s           |
| 4e | Ilaria Sanguineti | Italie    | BePink Cogeas                    | + 0 s           |
| 5e | Kelly Druyts      | Belgique  | Sport Vlaanderen-Etixx           | + 0 s           |
| 6e | Aurore Verhoeven  | France    | Wielerclub de sprinters Malderen | + 0 s           |
| 7e | Sheyla Gutiérrez  | Espagne   | Cylance                          | + 0 s           |
| 8e | Anna Trevisi      | Italie    | Alé Cipollini                    | + 0 s           |
| 9e | Claudia Cretti    | Italie    | Valcar PBM                       | + 0 s           |
| 10e | Michela Pavin     | Italie    | Top Girls Fassa Bortolo          | + 0 s           |

### Points UCI
| Position,          | 1er | 2e | 3e | 4e | 5e | 6e | 7e | 8e | 9e | 10e |
| Classement général | 40  | 30 | 16 | 12 | 10 | 8  | 6  | 3  | 2  | 1   |

### Prix
La course attribue les primes suivantes:
| Position | 1er   | 2e    | 3e    | 4e    | 5e    | 6e   | 7e   | 8e   | 9e   | 10e  |
| Prix     | 326 € | 217 € | 164 € | 136 € | 109 € | 97 € | 87 € | 76 € | 65 € | 53 € |

En sus, les coureuses placées de la 11e à la 14e place gagnent 43 €, la 15e 33 € et celles classées de la 16e à la 20e place reçoivent  22 €.
Le prix des rushs et celui de la montagne attribuent chacun 75, 50 et 25 € aux trois premiers.

## Liste des participantes
- Liste des participantes sur Direct Vélo